# Fleury-la-Rivière
Pour les articles homonymes, voir Fleury.
Fleury-la-Rivière est une commune française, située dans le département de la Marne en région Grand Est. Elle fait partie du parc naturel régional de la Montagne de Reims.
Commune rurale, hors attraction des villes, Fleury-la-Rivière est membre de la communauté de communes des Paysages de la Champagne, à qui elle a transféré un certain nombre de compétences (notamment en matière d'eau et de déchets).
Au dernier recensement de 2022, la commune comptait 520 habitants appelés Fleurysiens et Fleurysiennes. Son économie est particulièrement tournée vers la viticulture.
Son patrimoine architectural comprend notamment son église, dédiée à Saint-Maur. Son patrimoine naturel comprend quant à lui deux zones naturelles d'intérêt écologique, faunistique et floristique.

## Géographie

### Localisation
Fleury-la-Rivière se trouve à l'ouest du département de la Marne, en région Grand Est.
La commune de Fleury-la-Rivière s'étend sur une superficie de 798 hectares, au sein de la Montagne de Reims et de son parc naturel régional. Elle appartient à la région agricole du Tardenois.
Par la route, Fleury-la-Rivière se situe à 45 km de Châlons-en-Champagne, préfecture du département, à 11 km d'Épernay, sous-préfecture, et à 21 km de Dormans, bureau centralisateur du canton de Dormans-Paysages de Champagne dont dépend Fleury-la-Rivière depuis 2015. La commune fait en outre partie du bassin de vie d'Épernay.
Fleury-la-Rivière est limitrophe de 6 communes :
| Belval-sous-Châtillon | Chaumuzy          | Nanteuil-la-Forêt |
|                       | Fleury-la-Rivière | Cormoyeux, Romery |
|                       | Damery            |                   |

### Géologie et relief

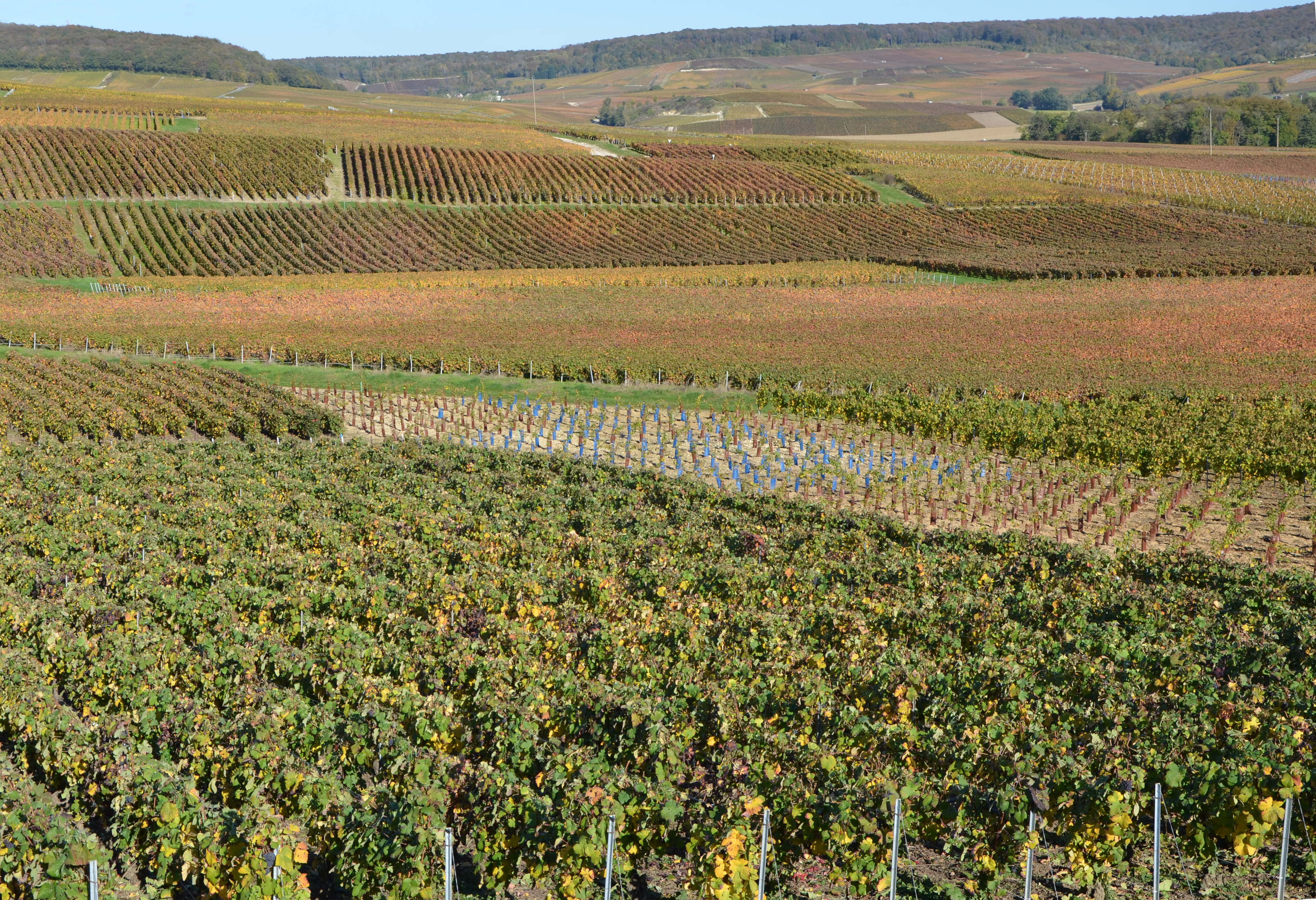
Vignoble de Champagne près de Fleury-la-Rivière dans la montagne de Reims.

Fleury-la-Rivière se trouve sur des coteaux du vignoble de Champagne, entre le massif de la Montagne de Reims qui domine le nord et l'ouest du village à plus de 250 m, et la vallée du Brunet à l'est. Sur son territoire, l'altitude varie de 103 à 264 mètres.
À mi-pente de coteau, on y trouve des gisements appartenant aux gites fossilifères lutétiens du secteur de Damery-Fleury-la-Rivière.
La cave aux coquillages est une salle où toutes sortes de spécimens de l'ère lutécienne sont rassemblés, un lieu qui permet de proposer une explication générale de l'évolution de la vie sur Terre pour situer la période qui concerne Fleury-la-Rivière, il y a 45 millions d'années, le Lutécien. De cette période, il reste une multitude de coquillages dont les imposants campaniles, des coquillages en forme de cône longs de 40 à 60 cm que l'on peut admirer dans la cave aux coquillages. Une visite guidée longue d'une heure et demie à 12° propose à la fois de découvrir le site brut avec les coquillages soudés au sable calcaire, mais aussi des sites nettoyés comme la fameuse plage qui met en évidence une multitude de campaniles giganteums, perchés à un mètre de hauteur.[réf. nécessaire]

### Hydrographie
La commune est dans la région hydrographique « la Seine de sa source au confluent de l'Oise (exclu) » au sein du bassin Seine-Normandie. Elle est drainée par le ru de Brunet, le Fossé 01 de Malpaire, le ru de la Mesle et le ru des Charmes,.

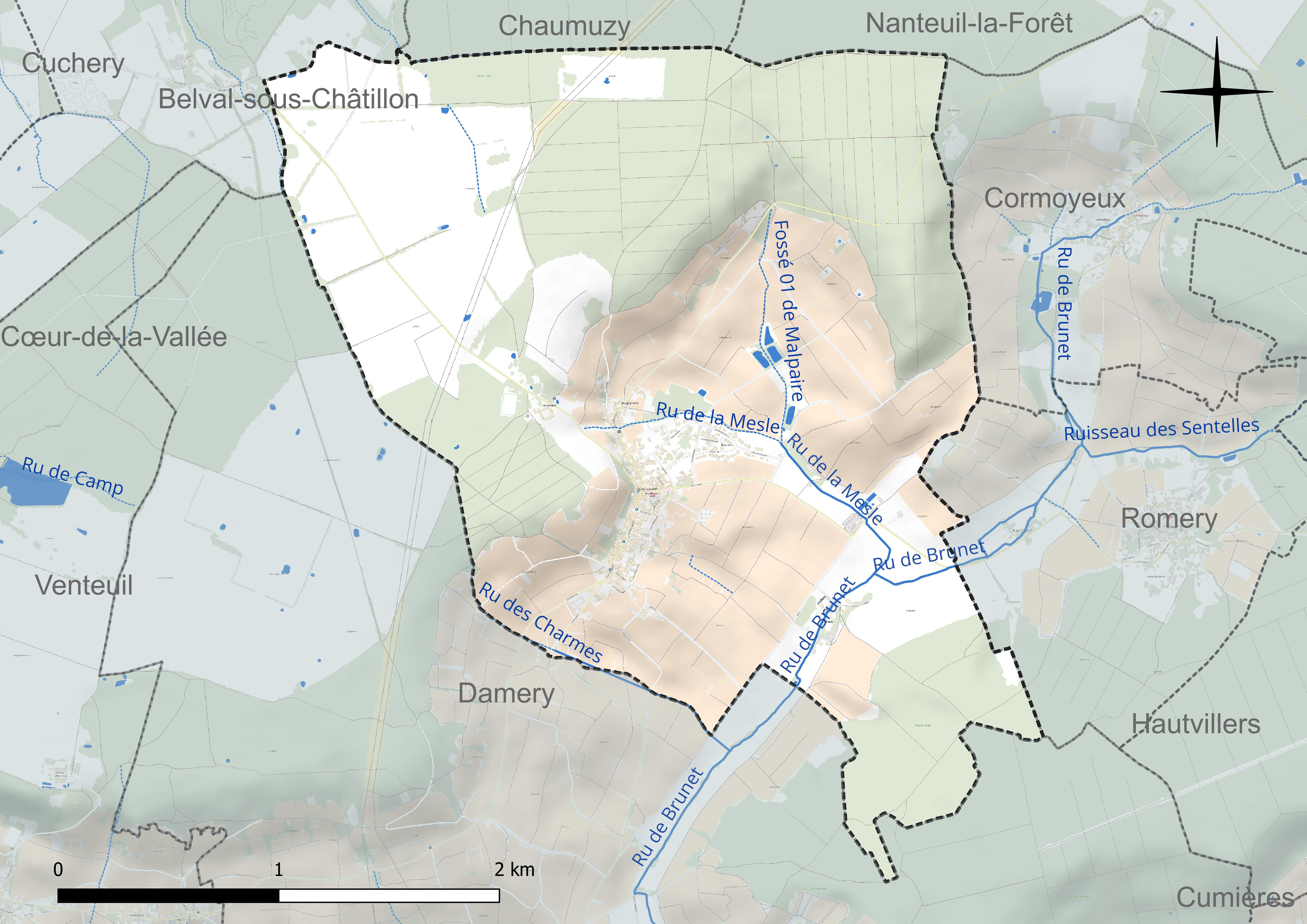
Réseau hydrographique de Fleury-la-Rivière.

### Climat
Pour des articles plus généraux, voir Climat du Grand Est et Climat de la Marne.
En 2010, le climat de la commune est de type climat océanique dégradé des plaines du Centre et du Nord, selon une étude du Centre national de la recherche scientifique s'appuyant sur une série de données couvrant la période 1971-2000. En 2020, Météo-France publie une typologie des climats de la France métropolitaine dans laquelle la commune est exposée à un climat océanique altéré et est dans la région climatique  Nord-est du bassin Parisien, caractérisée par un ensoleillement médiocre, une pluviométrie moyenne régulièrement répartie au cours de l’année et un hiver froid (3 °C).
Pour la période 1971-2000, la température annuelle moyenne est de 10,5 °C, avec une amplitude thermique annuelle de 15,8 °C. Le cumul annuel moyen de précipitations est de 761 mm, avec 12,2 jours de précipitations en janvier et 8,1 jours en juillet. Pour la période 1991-2020, la température moyenne annuelle observée sur la station météorologique de Météo-France la plus proche, « Chambrecy-Civc », sur la commune de Chambrecy à 11 km à vol d'oiseau, est de 10,7 °C et le cumul annuel moyen de précipitations est de 734,0 mm. 
La température maximale relevée sur cette station est de 40,3 °C, atteinte le 25 juillet 2019 ; la température minimale est de −22,1 °C, atteinte le 17 janvier 1985,,.
Les paramètres climatiques de la commune ont été estimés pour le milieu du siècle (2041-2070) selon différents scénarios d'émission de gaz à effet de serre à partir des nouvelles projections climatiques de référence DRIAS-2020. Ils sont consultables sur un site dédié publié par Météo-France en novembre 2022.

### Milieux naturels et biodiversité
L'Inventaire national du patrimoine naturel (INPN) recense 497 espèces sur le territoire de la commune, dont 42 espèces protégées et 18 espèces menacées.
Fleury-la-Rivière appartient au parc naturel régional de la Montagne de Reims et compte deux zones naturelles d'intérêt écologique, faunistique et floristique (ZNIEFF) de type I sur son territoire.
La ZNIEFF du « bois de la Hazette et de la Grosse Fontaine à Cormoyeux » s'étend sur près de 54 hectares et regroupe le bois de la Hazette au nord-est de Cormoyeux et le bois de la Grosse Fontaine à l'ouest du village (sur le territoire de Fleury-la-Rivière). Ces bois sont composés de hêtraies-frênaies calcicoles, de chênaies-charmaies-hêtraies calcicoles et plus rarement d'aulnaies-frênaies dans les vallons. Parmi les plantes rares dans le département, y on trouve l'asaret d'Europe, l'iris fétide ou encore le jolibois.
La ZNIEFF du « bois de Raday à Damery et Fleury-la-Rivière » s'étend sur 78 hectares, à l'est de Fleur et de Damery. Le sommet du bois accueille une chênaie-hêtraie acidiphile. Ses pentes sont dominées par le chêne sessile, le chêne pédonculé, le hêtre et le charme ; on y trouve plusieurs espèces protégées comme l'iris fétide ou l'épipactis violacé. L'ouest est occupé par un pré-bois calcicole, concurrencé par le vignoble. La ZNIEFF compte enfin quelques zones humides avec tufières, souvent nées à la suite d'un glissement de terrain et où vit le sonneur à ventre jaune.

## Urbanisme

### Typologie
Au 1er janvier 2024, Fleury-la-Rivière est catégorisée commune rurale à habitat dispersé, selon la nouvelle grille communale de densité à sept niveaux définie par l'Insee en 2022.
Elle est située hors unité urbaine et hors attraction des villes,.

### Occupation des sols
L'occupation des sols de la commune, telle qu'elle ressort de la base de données européenne d’occupation biophysique des sols Corine Land Cover (CLC), est marquée par l'importance des territoires agricoles (58,4 % en 2018), une proportion sensiblement équivalente à celle de 1990 (59 %). La répartition détaillée en 2018 est la suivante : forêts (36,7 %), cultures permanentes (29,3 %), terres arables (17,8 %), prairies (11,2 %), zones urbanisées (4,9 %).
L'évolution de l’occupation des sols de la commune et de ses infrastructures peut être observée sur les différentes représentations cartographiques du territoire : la carte de Cassini (XVIIIe siècle), la carte d'état-major (1820-1866) et les cartes ou photos aériennes de l'IGN pour la période actuelle (1950 à aujourd'hui).

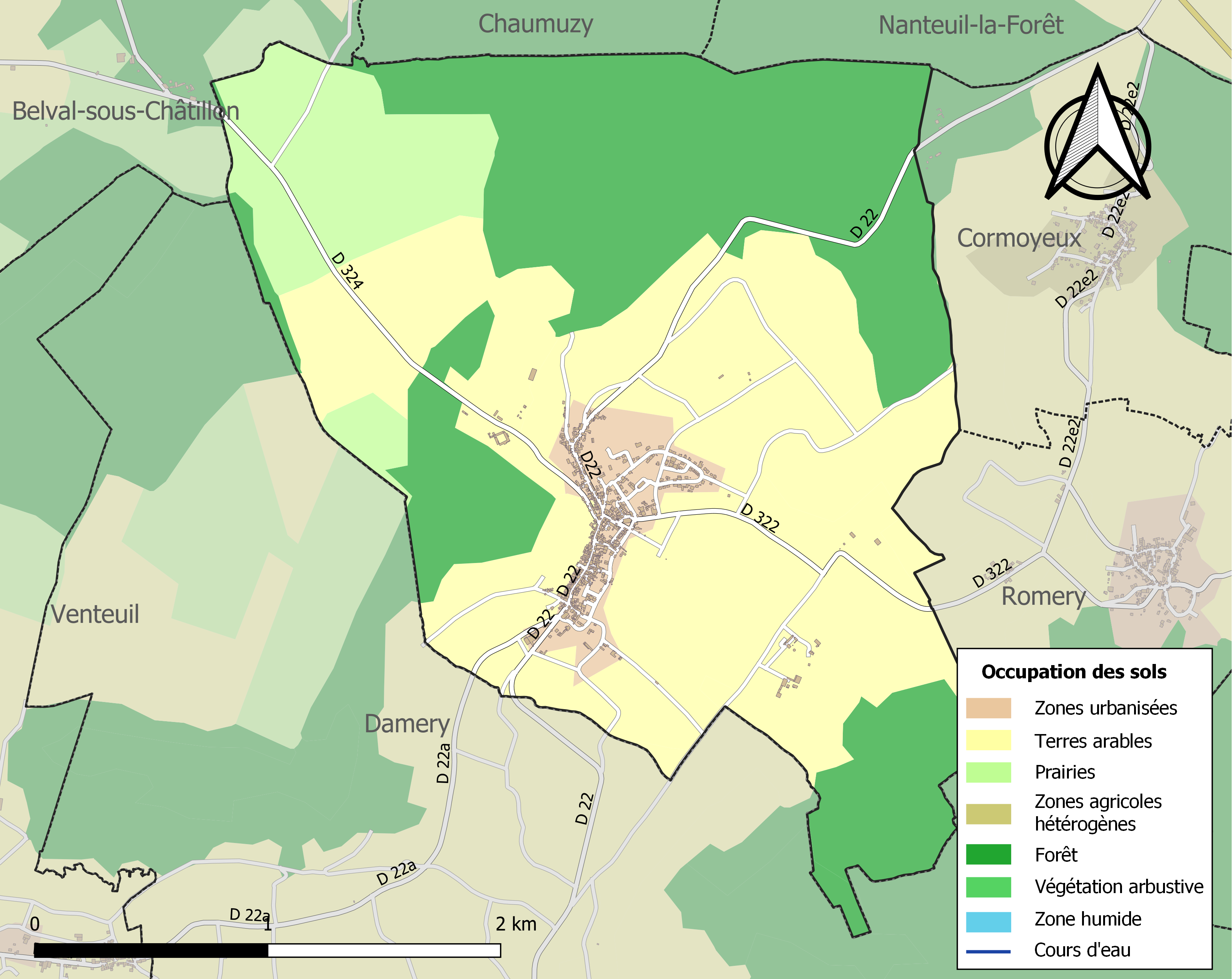
Carte des infrastructures et de l'occupation des sols de la commune en 2018 (CLC).

### Morphologie rurale, hameaux et écarts
Le village de Fleury-la-Rivière est situé à flanc de coteau et s'étire le long de la route départementale 22. Au nord, le village est prolongé par le hameau de Bourg de Vesle. Le bâti ancien y est minéral et dense, composé de rues étroites et de bâtiments d'un étage en alignement de la voirie.
En périphérie, les constructions sont plus espacées et l'habitat est généralement pavillonnaire. On note notamment la présence du lotissement la Malpeine, construit dans les années 1990, au nord-est de la commune. Un deuxième lotissement est prévu au plan local d'urbanisme, au lieu-dit les Prés de Fleury. 
Outre le village, la commune comprend deux fermes isolées : Raday, dans la vallée du Brunet au sud-est, et Montorgueil, au-dessus du village en bordure du plateau,.

### Planification
Les règles d'urbanisme sur le territoire de Fleury-la-Rivière sont déterminées par le schéma de cohérence territoriale d'Épernay et sa Région (SCoTER) approuvé le 5 décembre 2018 et par le plan local d'urbanisme approuvé par le conseil municipal le 4 septembre 2017.

### Habitat et logement
En 2021, Fleury-la-Rivière compte 281 logements. Ces logements sont à 90 % des maisons ; la commune comptant 27 appartements. En raison de la prévalence des maisons, les résidences principales de Fleury-la-Rivière disposent en moyenne de 5 pièces.
Le tableau ci-dessous présente une comparaison de quelques indicateurs chiffrés du logement pour Fleury-la-Rivière, la communauté de communes des Paysages de la Champagne (CCPC), le département de la Marne et la France entière :
|                                                            | Fleury-la-Rivière | CCPC   | Marne   | France     |
| ---------------------------------------------------------- | ----------------- | ------ | ------- | ---------- |
| Ensemble des logements                                     | 281               | 11 470 | 300 919 | 37 155 918 |
| Part des résidences principales (en %)                     | 80,8              | 80,9   | 87,5    | 82,2       |
| Part des résidences secondaires (en %)                     | 9,0               | 5,8    | 3,4     | 9,7        |
| Part des logements vacants (en %)                          | 10,3              | 13,4   | 9,1     | 8,1        |
| Part des propriétaires de leur résidence principale (en %) | 76,0              | 76,4   | 52,2    | 57,5       |

À Fleury-la-Rivière, en 2021, 80,8 % des logements sont des résidences principales, 9 % des résidences secondaires et 10,3 % des logements vacants. Par ailleurs, 76 % des ménages sont propriétaires de leur résidence principale. Fleury-la-Rivière se démarque alors par un nombre supérieur à la moyenne nationale et départementale de ménages propriétaires de leur résidence principale.
Parmi les 220 résidences principales construites avant 2019, 25,2 % avaient été construites avant 1919, 9,9 % entre 1919 et 1945, 10,8 % entre 1946 et 1970, 26,6 % entre 1971 et 1990, 18,5 % entre 1991 et 2005 et 9,1 % entre 2006 et 2018.
Le tableau ci-dessous présente l'évolution du nombre de logements sur le territoire de la commune, par catégorie, depuis 1968 :
|                        | 1968 | 1975 | 1982 | 1990 | 1999 | 2010 | 2015 | 2021 |
| ---------------------- | ---- | ---- | ---- | ---- | ---- | ---- | ---- | ---- |
| Résidences principales | 160  | 161  | 164  | 175  | 208  | 208  | 220  | 227  |
| Résidences secondaires | 13   | 12   | 13   | 13   | 10   | 9    | 4    | 25   |
| Logements vacants      | 14   | 28   | 36   | 12   | 30   | 40   | 43   | 29   |
| Total                  | 187  | 201  | 213  | 200  | 248  | 257  | 267  | 281  |

### Voies de communication et transports
Sur la route touristique du Champagne, Fleury-la-Rivière est traversée par la route départementale 22 entre Damery au sud et Cormoyeux au nord-est. Un dédoublement de cette route (D22A) part en direction de Venteuil au sud-ouest. La route départementale 22 y est par ailleurs le point de départ de la route départementale 324, en direction de Belval-sous-Châtillon au nord-ouest,.
La gare ferroviaire la plus proche est la gare d'Épernay.

### Risques naturels et technologiques
Le territoire de Fleury-la-Rivière est vulnérable à différents risques naturels. La commune est dans l'obligation d'élaborer et publier un document d'information communal sur les risques majeurs ainsi qu'un plan communal de sauvegarde.
La commune est concernée par les risques de mouvements de terrain. Fleury-la-Rivière est comprise dans le périmètre du plan de prévention des risques « glissement de terrain de la Côte d'Ile-de-France - secteur de la vallée de la Marne des tranches 1 et 2 » approuvé en 2014. La montagne de Reims est en effet considérée comme un « secteur propice aux glissements de terrain ».
La commune est également concernée par le risque d'inondation par remontée de nappe. Elle a fait l'objet de plusieurs arrêtés reconnaissant l'état de catastrophe naturelle pour des inondations et/ou coulées de boue (en 1983, 1999, 2000 et 2001).
Fleury-la-Rivière est affectée par le phénomène de retrait-gonflement des argiles (risque moyen). Le risque sismique est très faible sur son territoire. De même, le potentiel radon de la commune est faible.
Aucun risque technologique n'est identifié sur son territoire.

## Toponymie

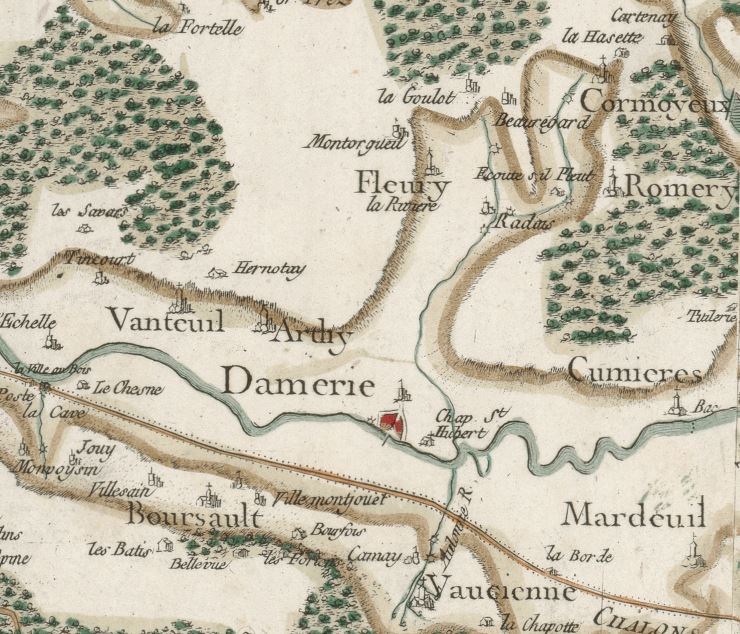
Carte de Cassini représentant Damery et ses environs, notamment Fleury-la-Rivière et la vallée du ru de Brunet (au nord).

Le nom de la localité est attesté sous les formes « In quadam villa, in Remensi comitatu sita, cui est vocabulum Floriacus » (866) ; Flouri (1225) ; Flori (1230) ; Floreyum (1303-1312) ; Floreium in Riparia (1346) ; Fleury-sur-Marne (1580) ; Flory-en-la-Rivière-de-Marne (1676).
La commune n'a pas de rivière sur son territoire. Le déterminant -la-Rivière s’explique par le passé économique du territoire. Auparavant, les vignerons du village produisaient essentiellement du vin rouge qui était descendu en fûts jusqu’à la rivière Marne. Ces fûts étaient transportés par voie fluviale jusqu’aux consommateurs parisiens.[réf. nécessaire]
L'écart de Montorgueil est mentionné dès 1225 tandis que l'écart de Raday est attesté en 1673 (moulin Radet).

## Histoire
Par un diplôme du 20 juin 867, Charles le Chauve donna à l'abbaye de Saint-Maur-les-Fossés, pour la dédommager des dévastations des Normands, certains biens in quadam villa in Remensi comitatu sita, qui est vocabulum Floriacus. Il faut, pour traduire ce nom, se prononcer entre Fleury-la-Rivière (Marne, arr. d'Épernay, canton de Dormans) et le Petit-Fleury, autrefois Fleury-la-Montagne (comm. de Sermiers, même départem.).
Mais le doute n'est pas permis : c'est de Fleury-la-Rivière qu'il est question ; en effet ce village est une des très rares paroisses de l'ancien diocèse de Reims dont l'église est sous l'invocation de saint Maur, et il est vraisemblable que ce vocable est dû à la possession de Fleury par les religieux de Saint-Maur-les-Fossés.

## Politique et administration

### Rattachements administratifs et électoraux

#### Rattachements administratifs
La commune se trouve dans l'arrondissement d'Épernay au sein du département de la Marne et de la région Grand Est.  
Elle faisait partie du canton d'Épernay-2, issu de la scission du canton d'Épernay en 1973. Dans le cadre du redécoupage cantonal de 2014 en France, cette circonscription administrative territoriale a disparu, et le canton n'est plus qu'une circonscription électorale.

#### Rattachements électoraux
Pour les élections départementales, la commune fait partie depuis 2014 du canton de Dormans-Paysages de Champagne.
Pour l'élection des députés, elle fait partie de la troisième circonscription de la Marne.

### Intercommunalité
Fleury-la-Rivière était membre de la communauté de communes des Deux Vallées, un établissement public de coopération intercommunale (EPCI) à fiscalité propre créé en 1995 et auquel la commune avait transféré un certain nombre de ses compétences, dans les conditions déterminées par le Code général des collectivités territoriales.
Dans le cadre des dispositions de la loi portant nouvelle organisation territoriale de la République du 7 août 2015, qui prévoit que les établissements publics de coopération intercommunale (EPCI) à fiscalité propre doivent avoir un minimum de 15 000 habitants, cette intercommunalité a fusionné avec ses voisines pour former, le 1er janvier 2017, la communauté de communes des Paysages de la Champagne, dont est désormais membre la commune.
Fleury-la-Rivière est par ailleurs membre d'un EPCI sans fiscalité propre, le syndicat mixte de réalisation et de gestion du parc naturel régional de la Montagne de Reims.

### Liste des maires
| Période                                  | Période                       | Identité         | Étiquette | Qualité                                                                                        |
| ---------------------------------------- | ----------------------------- | ---------------- | --------- | ---------------------------------------------------------------------------------------------- |
| Les données manquantes sont à compléter. |                               |                  |           |                                                                                                |
| 1989                                     | 2014                          | Édith Coilot     | PS        | Suppléante[Quand ?] du conseiller général d'Épernay-2.                                         |
| 2014                                     | En cours (au 2 décembre 2020) | Freddy Lecacheur |           | Vice-président de la CC des Paysages de la Champagne (2017 → ) Réélu pour le mandat 2020-2026, |

### Jumelages
Au 1er janvier 2023, Fleury-la-Rivière n'est jumelée avec aucune ville.

## Équipements et services publics

### Eau et déchets
L'approvisionnement en eau potable et l'assainissement des eaux usées sont des compétences de la communauté de communes des Paysages de la Champagne. Le bas du village est alimenté en eau potable par la source « Grosses Fontaines », située sur le territoire communal, tandis que le haut est alimenté par plus de trois captages. La production et la distribution d'eau potable font l'objet d'une délégation de service public confiée à Suez jusqu'en 2029. Fleury-la-Rivière dispose d'une station d'épuration à boues activées d'une capacité de 1 400 équivalent-habitants, qui dessert également Cormoyeux et Romery. L'assainissement collectif y est assuré en régie par la communauté de communes.
La communauté de communes est également compétente en matière de déchets. La collecte des ordures ménagères résiduelles et des déchets recyclables est réalisée en porte à porte. La communauté de commune adhérant au syndicat de valorisation des ordures ménagères de la Marne (SYVALOM), ces déchets sont amenés au centre de transfert départemental de Pierry puis valorisés sur le site de La Veuve. La collecte du verre et des textiles se fait en apport volontaire. La communauté de communes met par ailleurs six déchèteries à disposition de ses habitants, accessibles après création d'une carte d'accès : à Châtillon-sur-Marne, Damery-Venteuil, Fèrebrianges, Mareuil-le-Port, Montmort-Lucy et Trélou-sur-Marne.

### Enseignement

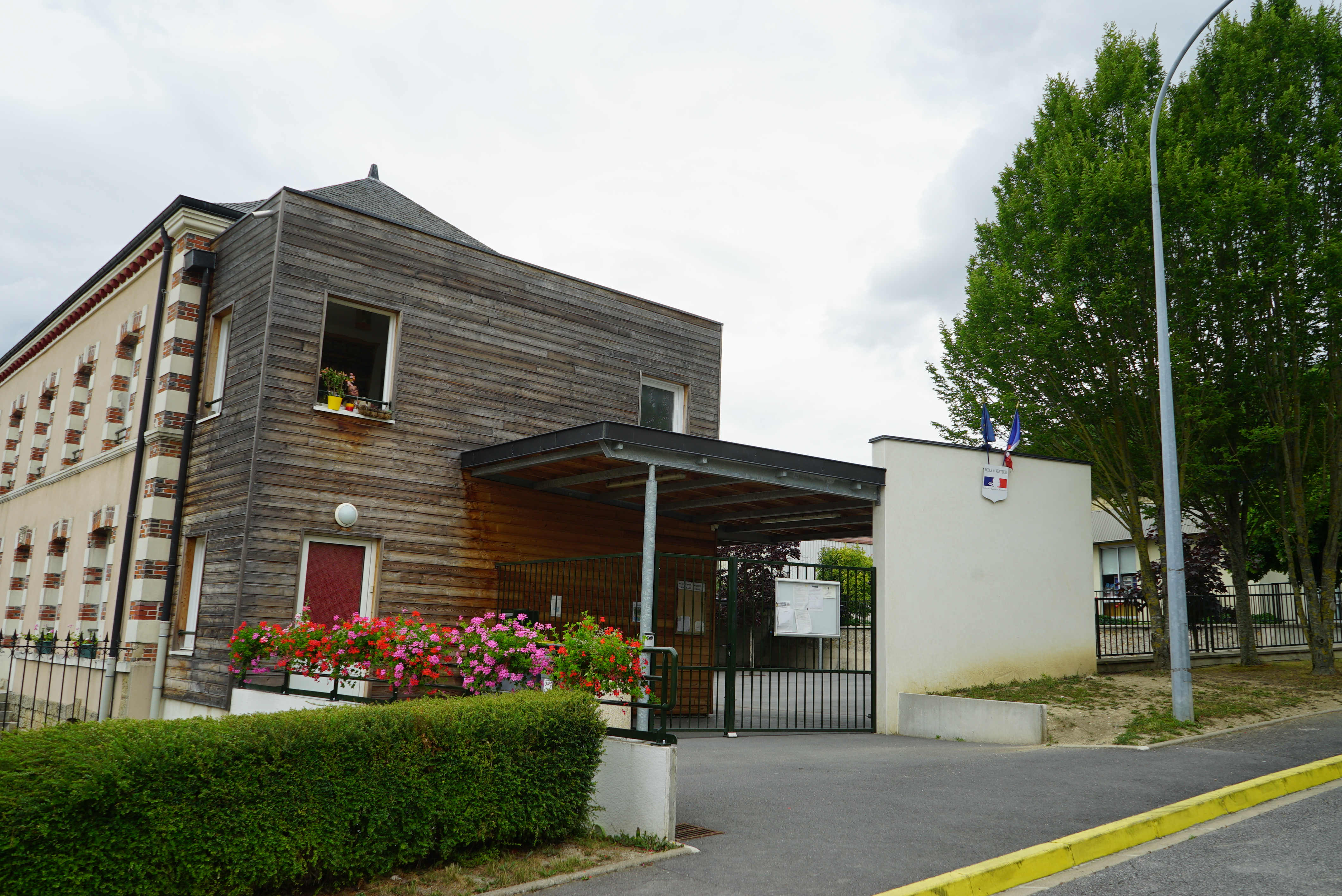
Les écoles de Venteuil.

Fleury-la-Rivière fait partie de l'académie de Reims.
La commune fait partie du regroupement pédagogique de Fleury-Venteuil. L'école primaire de Fleury-la-Rivière, installée rue Daniel Vauthier, accueille 18 élèves de grande section, de CP et de CE1 (chiffres 2024-2025). L'école école maternelle de Venteuil accueille 20 élèves de petite et moyenne section et l'école élémentaire de Venteuil accueille 18 élèves de CE2, CM1 et CM2 (chiffres 2024-2025).
Les enfants de Fleury-la-Rivière sont ensuite rattachés au collège Côte-Legris d'Épernay et au lycée Stéphane-Hessel d'Épernay.

### Équipements culturels
Fleury-la-Rivière dispose d'une médiathèque municipale, dotée d'un fond de plus de 3 000 documents et associée à la bibliothèque départementale de prêt de la Marne.

### Postes et télécommunications
Deux boîtes aux lettres de La Poste se trouvent sur le territoire de la commune, rue Daniel Vauthier et rue Malpeine. Le bureau de poste le plus proche est situé à Damery, à environ 3 km de Fleury-la-Rivière.

### Justice, sécurité et secours
Du point de vue judiciaire, Fleury-la-Rivière relève du conseil de prud'hommes d'Épernay, du tribunal de commerce de Reims, du tribunal de proximité, du tribunal judiciaire, du tribunal paritaire des baux ruraux et du tribunal pour enfants de Châlons-en-Champagne, dans le ressort de la cour d'appel de Reims. Pour le contentieux administratif, la commune dépend du tribunal administratif de Châlons-en-Champagne et de la cour administrative d'appel de Nancy.
Fleury-la-Rivière est située en secteur Gendarmerie nationale et dépend de la brigade de Dizy.
En matière d'incendie et de secours, la caserne la plus proche est celle d'Épernay, rattachée au Service départemental d'incendie et de secours (SDIS) de la Marne. La commune est rattachée au centre de première intervention de Venteuil-Damery qui compte 17 sapeurs-pompiers volontaires intercommunaux suppléant les pompiers professionnels du SDIS.

## Population et société

### Démographie
L'évolution du nombre d'habitants est connue à travers les recensements de la population effectués dans la commune depuis 1793. Pour les communes de moins de 10 000 habitants, une enquête de recensement portant sur toute la population est réalisée tous les cinq ans, les populations de référence des années intermédiaires étant quant à elles estimées par interpolation ou extrapolation. Pour la commune, le premier recensement exhaustif entrant dans le cadre du nouveau dispositif a été réalisé en 2006.

En 2022, la commune comptait 520 habitants, en stagnation par rapport à 2016 (Marne : −1,19 %, France hors Mayotte : +2,11 %).
| 1793 | 1800  | 1806 | 1821 | 1831  | 1836  | 1841 | 1846  | 1851 |
| ---- | ----- | ---- | ---- | ----- | ----- | ---- | ----- | ---- |
| 800  | 1 029 | 970  | 937  | 1 003 | 1 015 | 971  | 1 000 | 895  |

| 1856 | 1861 | 1866 | 1872 | 1876 | 1881 | 1886 | 1891 | 1896 |
| ---- | ---- | ---- | ---- | ---- | ---- | ---- | ---- | ---- |
| 834  | 871  | 847  | 811  | 827  | 785  | 817  | 820  | 743  |

| 1901 | 1906 | 1911 | 1921 | 1926 | 1931 | 1936 | 1946 | 1954 |
| ---- | ---- | ---- | ---- | ---- | ---- | ---- | ---- | ---- |
| 735  | 703  | 639  | 603  | 537  | 527  | 525  | 522  | 462  |

| 1962 | 1968 | 1975 | 1982 | 1990 | 1999 | 2006 | 2011 | 2016 |
| ---- | ---- | ---- | ---- | ---- | ---- | ---- | ---- | ---- |
| 453  | 465  | 435  | 412  | 449  | 517  | 500  | 496  | 520  |

| 2021 | 2022 | - | - | - | - | - | - | - |
| ---- | ---- | - | - | - | - | - | - | - |
| 519  | 520  | - | - | - | - | - | - | - |

### Sports, loisirs et vie associative
Fleury-la-Rivière dispose d'un stade de football et d'une salle des fêtes.
En 2025, le site de la commune recense plusieurs associations : l'association des anciens combattants, le comité de Saint-Vincent, le club des jeunes, la fanfare municipale, l'association des parents d'élèves, la Vie Fleurysienne, l'association de chasse des 5 Chênes et l'association de la Cave aux Coquillages.

### Cultes
Pour le culte catholique, Fleury-la-Rivière dépend de la paroisse Saint-Sébastien - Rives de Marne, au sein du diocèse de Châlons-en-Champagne.

### Médias
La presse écrite régionale comprend le quotidien L'Union et l'hebdomadaire L'Hebdo du vendredi.
Parmi les stations de radio locales, il est possible de citer Ici Champagne-Ardenne et Champagne FM.

## Économie

### Revenus de la population et fiscalité
En 2021, la commune compte 200 ménages fiscaux, regroupant 461 personnes.
Le revenu disponible par unité de consommation est alors de 25 000 €, supérieur à celui de la communauté de communes des Paysages de la Champagne (24 050 €), du département de la Marne (22 830 €) et de la France métropolitaine (23 080 €).
Pour des raisons de secret statistique, le taux de pauvreté à Fleury-la-Rivière n'est pas communiqué par l'Insee.

### Emploi
Fleury-la-Rivière appartient à la zone d'emploi d'Épernay.
En 2021, le taux d'activité des 15-64 ans est de 82,2 %, supérieur à celui de la communauté de communes (79,7 %), du département (74 %) et de la France métropolitaine (74,9 %). Pour cette même catégorie de population, le taux de chômage est de 5,9 % contre 8 % pour la communauté de communes, 12,1 % pour la Marne et 11,7 % pour la France métropolitaine.
En 2021, Fleury-la-Rivière compte 147 emplois, dont 50,3 % de salariés et 49,7 % de non-salariés. Avec 272 actifs y résidant, la commune a alors un indicateur de concentration d'emploi de 54,1. Dans les faits, 37,9 % des actifs résidant à Fleury-la-Rivière y travaillent tandis que 62,1 % travaillent dans une autre commune.

### Entreprises, commerces et agriculture
En 2022, la commune compte 38 établissements économiquement actifs (hors agriculture).
En 2020, on y trouve une boulangerie et un café.
En 2020, Fleury-la-Rivière compte 95 exploitations agricoles, pour une surface agricole utilisée de 223 hectares et 139 emplois à temps plein. Selon l'Agreste, la production agricole de la commune est spécialisée dans la viticulture. Fleury-la-Rivière fait en effet partie des appellations d'origine contrôlée « champagne » et « coteaux-champenois ».

## Culture locale et patrimoine

### Lieux et monuments
Le principal monument de la commune est l'église Saint-Maur, construite au XVIIIe siècle dans un style imitant l'architecture romane. L'édifice présente une façade percée d'oculi, une tour carrée à baies géminées et un chevet arrondi. À l'intérieur, la nef et ses bas-côtés sont couverts d'un plafond tandis que le transept est surmonté de voûtes. On trouve y cinq objets classés ou inscrits au titre des monuments historiques : le maître-autel du XVIe siècle, les autels secondaires datés de 1693 dédiés à la Vierge et saint Nicolas ainsi que deux statues en bois du XVIIIe siècle représentant saint Vincent, saint patron des vignerons, et un diacre.
Parmi les autres lieux et monuments remarquables, on peut citer :
- l'école Daniel-Vauthier ;
- la mairie ;
- le monument aux morts ;
- les quatre fontaines du XXe siècle décorant la rue principale, toujours en fonctionnement[69].

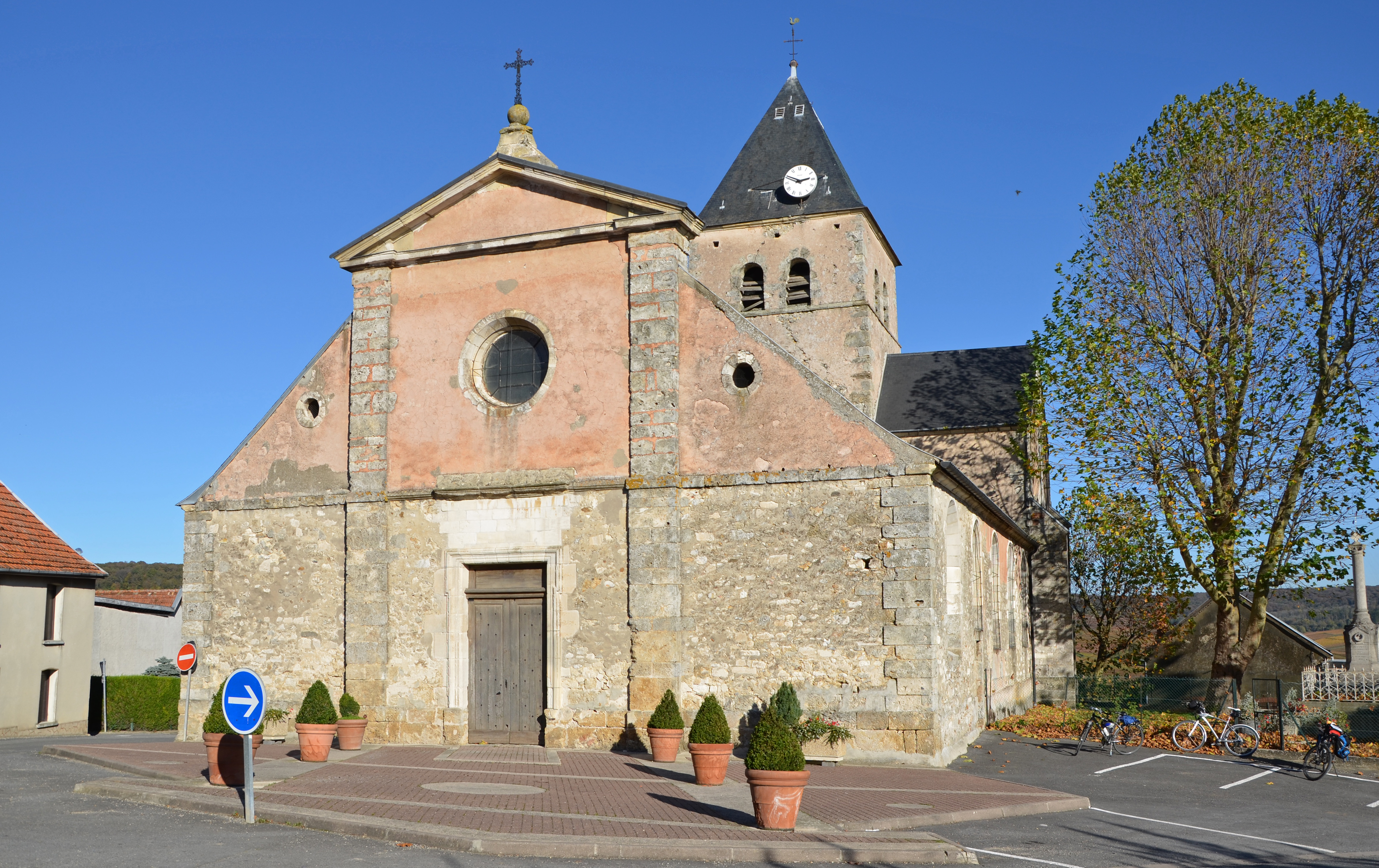
L'église Saint-Maur.
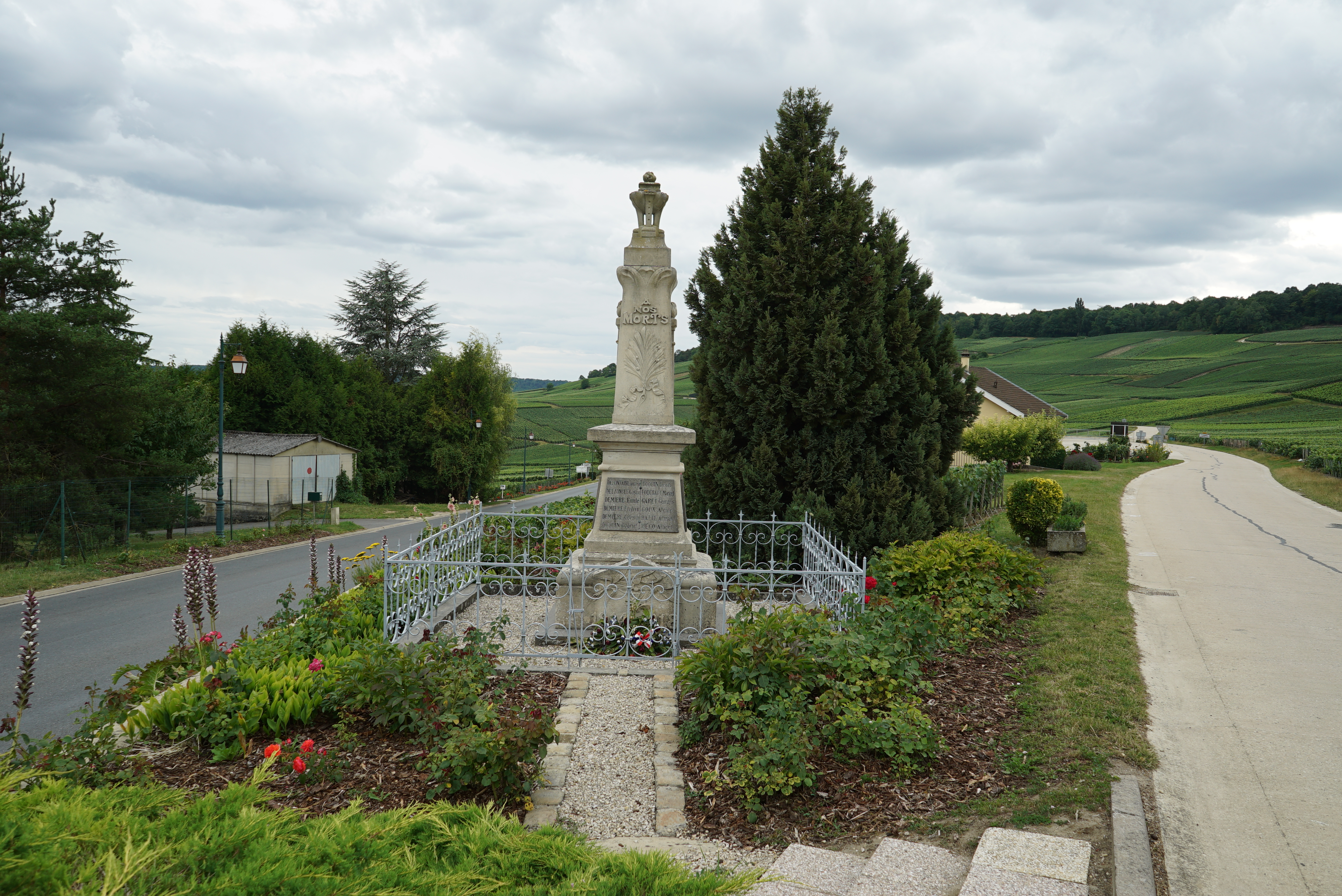
Le monument aux morts.

### Personnalités liées à la commune
- Pierre Eléonore Le Dieu de Ville (1737-1816), général des armées de la République, est né et décédé en son château de Raday.
- François Principe Arnoult a instauré l'élection d'une « rosière » en 1855. Ce couronnement se fait au mois d'août, le dernier jour de la fête patronale, c'est-à-dire le mardi. Cette tradition a fêté sa 150e rosière[75] en août 2011. La tombe de François-Principe Arnoult, de son épouse et de deux très jeunes enfants est au cimetière Montmartre de Paris, 21e division, avenue Berlioz (photo[76] et photo[77])